# Pseudomonadaceae
Pseudomonadaceae es una familia de bacteria que  incluye a Pseudomonas, Cellvibrio, Azotobacter, Azomonas y Azorhizophilus.  Muchos miembros del  grupo producen diferentes derivados del pigmento flourescente  pioverdina.
De acuerdo a Jay (2000) y a Vela (1997), las bacterias de la Familia Pseudomonadaceae son las bacterias aisladas de leche refrigerada. Jay (2000) encontró que son consideradas psicrotróficas y se desarrollan bien a temperaturas de 0 °C.

## Características de las Pseudomonadaceae
Son oxidasas positivas- debido a la presencia de citocromo enzima c oxidasa, con metabolización de la glucosa por el camino de Entner Doudoroff con las siguientes enzimas- 6 fosfogliceraldehído dehidrogenasa y aldolasa. La presencia de oxidasa, flagelos polares y su metabolismo es respiratorio jamás fermentativo lo que las diferencia de la familia Enterobacteriaceae y Vibrionaceae. 